# Sabrina Zhao
Sabrina Zhao (* in Chengdu) ist eine chinesische Filmemacherin.

## Leben
Sabrina Zhao wurde in Chengdu in der chinesischen Provinz Sichuan geboren und wuchs dort auf. Ihren Bachelor-Abschluss erwarb sie an der New York University in Abu Dhabi, wo sie Film / Neue Medien und Literaturwissenschaft studierte. Es folgte ein Masterstudium in Filmproduktion an der York University in Toronto.
In ihrem zweiten Kurzfilm Watanabe in Winter, der im Juni 2018 beim Bukarester ShortCut Cinefest seine Premiere feierte, erzählt sie von zwei jungen Frauen, die beide erst kürzlich nach New York gezogen sind. Die eine ist Japanerin und ein stilles Mauerblümchen, während die andere Chinesin ist und als Callgirl arbeitet. Der Film ist ihr Abschlussfilm an der Tisch School of the Arts.
Ihren ersten abendfüllenden Spielfilm The Good Woman of Sichuan (auch Sichuan hao nuren) stellt Sabrina Zhao im Juni 2021 im Rahmen der Internationalen Filmfestspiele Berlin im Forum vor. Für den Film adaptierte die Regisseurin Der gute Mensch von Sezuan des deutschen Dramatikers Bertolt Brecht.